# Mount Morris Township (Illinois)
Die Mount Morris Township ist eine von 24 Townships im Ogle County im Norden des US-amerikanischen Bundesstaates Illinois.

## Geografie
Die Mount Morris Township liegt im Norden von Illinois rund 160 km westlich von Chicago. Die Grenze zu Wisconsin liegt rund 60 km nördlich; der Mississippi, der die Grenze zu Iowa bildet, befindet sich rund 60 km westlich.
Die Mount Morris Township liegt auf 42° 4′ N, 89° 27′ W und erstreckt sich über 93,75 km². 
Die Mount Morris Township liegt im nordwestlichen Zentrum des Ogle County und grenzt im Nordwesten an die Maryland Township, im Nordosten an die Leaf River Township, im Osten an die Rockvale Township, im Südosten an die Oregon-Nashua Township, im Süden an die Pine Creek Township, im Südwesten an die Buffalo Township und im Westen an die Lincoln Township.

## Verkehr
Durch den Süden der Mount Morris Township führt in West-Ost-Richtung die Illinois State Routes 64. Alle weiteren Straßen sind County Highways sowie weiter untergeordnete und zum Teil unbefestigte Fahrwege.
Vom Endpunkt Mount Morris führt eine Eisenbahnstrecke der Illinois Railway nach Oregon, wo Anschluss an das landesweite Netz der BNSF Railway besteht.
Der Ogle County Airport befindet sich am südöstlichen Rand der Township; der nächstgelegene größere Flughafen ist der rund 40 km nordöstlich gelegene Chicago Rockford International Airport am südlichen Stadtrand von Rockford.

## Bevölkerung
Bei der Volkszählung im Jahr 2010 hatte die Township 3968 Einwohner. Der überwiegende Teil der Bevölkerung lebt in Mount Morris, eine selbstständige Gemeinde mit dem Status „Village“.